# Quartinia nubiana
Quartinia nubiana är en stekelart som beskrevs av Richards 1962. Quartinia nubiana ingår i släktet Quartinia och familjen Masaridae. Inga underarter finns listade i Catalogue of Life.